# 麝科
麝科（學名：J. E. Gray, 1821）是有角下目现存最原始的科，包括僅存的麝屬以及一些已滅絕的屬。比較著名的產物包括麝香。

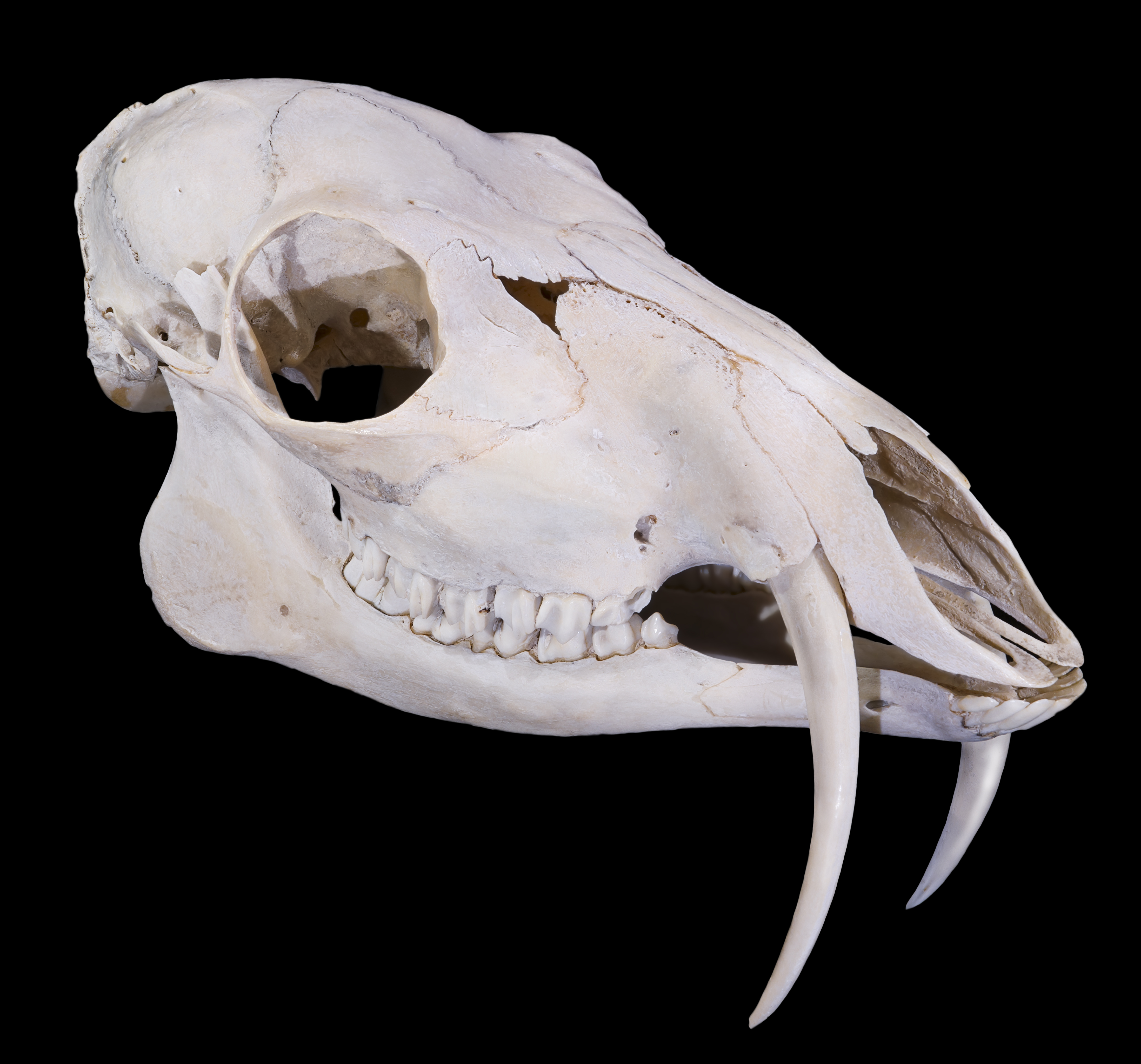
原麝头骨